# Kwasi Wiredu
Kwasi Wiredu, född i Kumasi i dåvarande Guldkusten 1931, död januari 2022, var en framträdande afrikansk filosof. Han har publicerat inom områdena logik, epistemologi och afrikansk filosofi.
Wiredu studerade filosofi vid Gahans universitet, där han tog bachelorexamen 1958 och vid Oxfords universitet där han tog en B.Phil. 1960. Han undervisade vid Ghanas universitet från 1961 till 1984, med avbrott för perioder som gästforskare i andra länder, och har varit verksam vid University of South Florida i Tampa.